# Colocasia avellanae
Colocasia avellanae är en fjärilsart som beskrevs av Friedrich von Huene. Colocasia avellanae ingår i släktet Colocasia och familjen Pantheidae. Inga underarter finns listade i Catalogue of Life.